# Unione Sportiva Lucchese Libertas 1981-1982
Questa pagina raccoglie le informazioni riguardanti l'Unione Sportiva Lucchese Libertas nelle competizioni ufficiali della stagione 1981-1982.

## Rosa
| N. |                   | Ruolo | Calciatore          |
| -- | ----------------- | ----- | ------------------- |
|    | Italia (bandiera) | D     | Virio Benvegnù      |
|    | Italia (bandiera) | D     | Marcello Bernardini |
|    | Italia (bandiera) | A     | Pierantonio Bortot  |
|    | Italia (bandiera) | C     | Valerio Burroni     |
|    | Italia (bandiera) | A     | Cesare Carmassi     |
|    | Italia (bandiera) | C     | Salvatore Cerrone   |
|    | Italia (bandiera) | C     | Eliseo Croci        |
|    | Italia (bandiera) | D     | Paolo Dall'Oro      |
|    | Italia (bandiera) | P     | Lionello Geminiani  |
|    | Italia (bandiera) | D     | Marcello Lippi      |
|    | Italia (bandiera) | D     | Maurizio Londi      |

| N. |                   | Ruolo | Calciatore          |
| -- | ----------------- | ----- | ------------------- |
|    | Italia (bandiera) | C     | Massimo Lupi        |
|    | Italia (bandiera) | A     | Antonio Mastangioli |
|    | Italia (bandiera) | C     | Alessandro Paesano  |
|    | Italia (bandiera) | C     | Carmelo Palilla     |
|    | Italia (bandiera) | P     | Michele Pintauro    |
|    | Italia (bandiera) | D     | Pietro Ramagini     |
|    | Italia (bandiera) |       | Tempesti            |
|    | Italia (bandiera) |       | Tucciori            |
|    | Italia (bandiera) | C     | Enrico Viciani      |
|    | Italia (bandiera) | A     | Silvano Villa       |
|    | Italia (bandiera) | C     | Silvio Zinanni      |

## Risultati

### Campionato

#### Girone di andata
| 20 settembre 1981 1ª giornata | Lucchese | 0 – 1 | Siena |  |

| 27 settembre 1981 2ª giornata | Cerretese | 0 – 1 | Lucchese |  |

| 4 ottobre 1981 3ª giornata | Lucchese | 1 – 0 | Montevarchi |  |

| 11 ottobre 1981 4ª giornata | Frattese | 3 – 0 | Lucchese |  |

| 18 ottobre 1981 5ª giornata | Grosseto | 3 – 0 | Lucchese |  |

| 25 ottobre 1981 6ª giornata | Lucchese | 0 – 1 | Prato |  |

| 1º novembre 1981 7ª giornata | Banco di Roma | 0 – 2 | Lucchese |  |

| 8 novembre 1981 8ª giornata | Lucchese | 3 – 3 | Sant'Elena |  |

| 15 novembre 1981 9ª giornata | Rondinella | 2 – 0 | Lucchese |  |

| 22 novembre 1981 10ª giornata | Lucchese | 3 – 0 | Montecatini |  |

| 29 novembre 1981 11ª giornata | Torres | 3 – 0 | Lucchese |  |

| 6 dicembre 1981 12ª giornata | Lucchese | 0 – 1 | Civitavecchia |  |

| 13 dicembre 1981 13ª giornata | Lucchese | 2 – 1 | Palmese |  |

| 20 dicembre 1981 14ª giornata | Sangiovannese | 0 – 0 | Lucchese |  |

| 3 gennaio 1982 15ª giornata | Lucchese | 2 – 0 | Casoria |  |

| 10 gennaio 1982 16ª giornata | ALMAS | 1 – 0 | Lucchese |  |

| 17 gennaio 1982 17ª giornata | Lucchese | 2 – 1 | Frosinone |  |

#### Girone di ritorno
| 24 gennaio 1982 18ª giornata | Siena | 2 – 1 | Lucchese |  |

| 31 gennaio 1982 19ª giornata | Lucchese | 1 – 0 | Cerretese |  |

| 7 febbraio 1982 20ª giornata | Montevarchi | 1 – 2 | Lucchese |  |

| 14 febbraio 1982 21ª giornata | Lucchese | 3 – 1 | Frattese |  |

| 21 febbraio 1982 22ª giornata | Lucchese | 2 – 0 | Grosseto |  |

| 28 febbraio 1982 23ª giornata | Prato | 2 – 1 | Lucchese |  |

| 7 marzo 1982 24ª giornata | Lucchese | 0 – 0 | Banco di Roma |  |

| 21 marzo 1982 25ª giornata | Sant'Elena | 1 – 1 | Lucchese |  |

| 28 marzo 1982 26ª giornata | Lucchese | 0 – 0 | Rondinella |  |

| 4 aprile 1982 27ª giornata | Montecatini | 0 – 0 | Lucchese |  |

| 18 aprile 1982 28ª giornata | Lucchese | 0 – 0 | Torres |  |

| 25 aprile 1982 29ª giornata | Civitavecchia | 2 – 0 | Lucchese |  |

| 2 maggio 1982 30ª giornata | Palmese | 1 – 1 | Lucchese |  |

| 9 maggio 1982 31ª giornata | Lucchese | 0 – 0 | Sangiovannese |  |

| 16 maggio 1982 32ª giornata | Casoria | 1 – 1 | Lucchese |  |

| 23 maggio 1982 33ª giornata | Lucchese | 1 – 0 | ALMAS |  |

| 30 maggio 1982 34ª giornata | Frosinone | 1 – 4 | Lucchese |  |